# Gornja Jagodnja
Gornja Jagodnja est un village de la municipalité de Polača (Comitat de Zadar) en Croatie. Au recensement de 2011, le village comptait 85 habitants.